# Henri Zajdenwergier
Henri Zajdenwerger dit Henri Zajdenwergier, né le 7 décembre 1927 à Nancy et mort le 20 mai 2024, est un Juif et déporté français, né de parents polonais. Il est le dernier survivant et témoin du convoi no 73 parti du camp de Drancy le 15 mai 1944, seul convoi de déportation français en direction des Pays baltes (Kaunas en Lituanie, et Reval, aujourd'hui Tallinn, en Estonie).

## Biographie
Fils unique, Henri David Zajdenwerger naît le 7 décembre 1927 à Nancy en Meurthe-et-Moselle, sa mère meurt quelques jours après sa naissance
Il est mis en nourrice dans une famille chrétienne de la banlieue de Metz puis il est élevé par sa grand-mère, une juive orthodoxe.

### Seconde Guerre mondiale
Au début de la Seconde Guerre mondiale, la famille Zajdenwerger se réfugie à Angoulême en Charente.
Le 24 février 1940, Henri Zajdenwerger est naturalisé français, et l'administration commet une erreur en écrivant son nom en ajoutant un i, il s'appelle désormais Henri Zajdenwergier.
Après l'Armistice, Angoulême se retrouve en zone occupée. Lorsque les décrets anti-juifs sont publiés, le père d'Henri Zajdenwerger, comptable de profession, va au commissariat déclarer sa famille.
Le 8 octobre 1942, une rafle de Juifs a lieu à Angoulême. 422 juifs dont la famille Zajdenwerger sont arrêtés et internés plusieurs jours dans la salle philharmonique de la ville. Mais après quelques jours, avec quelques autres dont sa cousine germaine, Henri Zajdenwergier est libéré, car il possède la nationalité française. Il ne reverra plus sa famille qui sera déportée vers Auschwitz.
Il trouve alors refuge chez une connaissance de son père, M. Gérald, un quincaillier, qui l'accueille et lui fait enlever son étoile jaune, il y reste un an et demi. Le 7 février 1944, il traverse la ville pour aller au lycée et est arrêté par la police allemande qui recherche les réfractaires au service du travail obligatoire (STO). Les policiers le font se déculotter et s'aperçoivent qu'il est circoncis. Henri Zajdenwergier est alors envoyé au camp d'internement de Poitiers dans la  Vienne et  trois mois plus tard, il est transféré à Drancy. À Drancy, il rencontre M. Tattelbaum, de cinq ans son aîné, et qui le protègera tout au long de sa déportation.

### Le convoino73
Le 15 mai 1944, il fait partie du convoi no 73,,,.
Les 878 déportés du convoi sont emmenés au neuvième Fort, un camp d'extermination de Kaunas en Lituanie, et à la prison Patarei de Reval (Tallinn) en Estonie. 
Les familles de victimes n'ont appris la destination de ce convoi qu'au milieu des années 1990, soit cinquante ans après les faits, notamment avec la découverte d'une inscription sur un mur du Neuvième fort « Nous sommes 900 Français ».
C'est le seul convoi de déportation de Juifs originaire de Drancy à avoir cette destination, même si la cause de ce choix demeure inconnue. En effet, ceux-ci étaient généralement dirigés vers le camp d'Auschwitz-Birkenau à l'exception de quatre convois à destination de Sobibor en mars 1943. En outre, à la différence des autres, le convoi 73 est composé uniquement d'hommes, peut-être pour participer à la construction d'ouvrages bétonnés pour l'organisation Todt. « Travailleurs » pour tenter d'éviter la déportation vers les camps d'extermination, une partie des victimes était volontaire. Toutefois, une hypothèse récente suggère qu'il s'agissait en fait d'effacer les traces des exactions.
À Kaunas, en Lituanie, des wagons sont décrochés du convoi, plus de 500 déportés descendent. Ils seront emprisonnés, puis rapidement fusillés et enterrés dans des fosses communes, dans la forêt de Pravieniskès. Avec le reste du convoi, Henri Zajdenwergier est amené à Tallinn en Estonie. Il est interné une dizaine de jours à Patarei puis dans une caserne militaire désaffectée, transformée en camp de travail. Il est affecté à l'entretien d'un aérodrome militaire, principalement la remise en état des pistes bombardées.
Du fait de l'avancée des troupes soviétiques, en mai 1944, il est, avec d'autres déportés, évacué en bateau, à Dantzig d'où il rejoint, à pied, le camp de concentration du Stutthof. À son arrivée, après lui avoir donné le matricule 80 409, sans le tatouer, il est affecté à l'abattage d'arbres. Il contracte une infection pulmonaire, qui lui vaudra, de retour en France, un séjour au préventorium à Jurançon dans les Pyrénées.
En janvier 1945 commence la marche de la mort dans la neige à travers la forêt, pendant une dizaine de jours, et il arrive dans un camp de la jeunesse hitlérienne à Rieben (aujourd'hui Rybno (de)) au nord-ouest de Dantzig.

### Libération et retour en France
Henri Zajdenwergier est libéré par les Russes. Ils ne sont que 22 survivants du convoi n°73. 
Il est transféré côté anglais et rejoint Lille en avion, puis, à sa demande et avec l'aide de la Croix-Rouge, à Angoulême. Il apprend que toute sa famille a été assassinée.
D'Angoulême, deux membres de la famille d'Henri Zajdenwergier ont été déportés par le convoi no 8, en date du 20 juillet 1942, d'Angers vers Auschwitz : Mordka Zajdenwerger (40 ans) et Simone Zajdenwerger (26 ans) et 6 autres ont été déportés par le convoi no 40, en date du 4 novembre 1942, de Drancy vers Auschwitz : Sara Zajdenwerger (21 ans), Sonia Zajdenwerger (née Zylberberg) (64 ans), Szlama Zajdenwerger (43 ans), Claire Zajdenwerger (née Hoffnung) (31 ans), David Zajdenwerger (4 ans), Sala Zajdenwerger (3 ans).
Henri Zajdenwergier vit à Paris. Il a une fille, deux petites-filles et deux arrière-petites-filles.
Il meurt le 20 mai 2024 à l'âge de 96 ans.
Il livre son témoignage dans l'ouvrage de Gérard Benguigui et Frank Svensen, La Rafle d'Angoulême, 8 octobre 1942, racontée par des survivants, Paris, Les Indes savantes, 2021.

## Décoration
- Chevalier de la Légion d'honneur. Décoration remise par l’ambassadeur français en Estonie, Frédéric Billet, le 16 mai 2013 au Sénat[12].

### Documentaire
- Film documentaire « L'absence pour mémoire »